# Ruby Cruz
Ruby Jean Cruz  (Los Ángeles, California; 31 de marzo de 2000) es una actriz estadounidense. Ha actuado en varios cortometrajes y series de televisión, incluidos Mare of Easttown (2021) y Castle Rock (2019), y más notablemente como Kit Tanthalos en Willow (2022). En 2023, hizo su debut cinematográfico como Hazel Callahan en Bottoms, dirigida por Emma Seligman.

## Biografía
Ruby Cruz nació en 2000 en Los Ángeles (California), su padre es el actor y músico Brandon Cruz y su madre es la empresaria Liz Cruz. Creció en Los Ángeles y comenzó a audicionar para papeles de cine y televisión en la escuela secundaria. Estudió teatro en la Universidad DePaul antes de abandonarla para dedicarse íntegramente a su carrera como actriz.
En 2019, debutó en la interpretación al dar vida a la versión más joven del personaje interpretado por Lizzy Caplan, Annie Wilkes, en la serie de terror psicológico Castle Rock. Por este papel recibió elogios de TVLine por la forma en que capturó el físico de Caplan. En 2020, apareció en un episodio de la décima temporada de la serie dramática policíaca Blue Bloods.
In 2021, apareció como Jess Riley en la serie dramática de HBO Mare of Easttown. Después, ese mismo año, fue seleccionada para interpretar el papel de Kit Tanthalos, la primera princesa de Disney abiertamente lesbiana, en la serie de televisión Willow. El programa, que se estrenó en noviembre de 2022, actúa como secuela de la película de 1988 del mismo título.
En 2023, apareció junto a Rachel Sennott y Ayo Edebiri en la película de comedia erótica, Bottoms, donde interpreta el personaje de Hazel Callahan, cofundadora de un club de lucha para chicas de la escuela secundaria. El 18 de junio de 2024, se informó que Devin Craig, Ruby Cruz, Michael Provost y Roby Attal se unieron al elenco de la serie estadounidense La vida sexual de las universitarias para la tercera temporada.

## Familia
Cruz se identifica como queer.
Su padre es el ex actor y músico punk estadounidense, Brandon Cruz. Mientras que su madre, Elizabeth «Liz» (de soltera Finkelstein) Cruz, es una empresaria, con quien su padre se casó en 1994 y luego se divorció. Tiene un hermano mayor, Lincoln, nacido en 1995.

## Filmografía

### Series de televisión
| Año            | Título                               | Papel                                         | Notas                                                 | Ref.   |
| -------------- | ------------------------------------ | --------------------------------------------- | ----------------------------------------------------- | ------ |
| 2019           | Castle Rock                          | Annie Wilkes de adolescente                   | Episodios: «Let the River Run» y «The Laughing Place» |        |
| 2020           | Blue Bloods                          | Amanda Webster                                | Episodio: «Where the Truth Lies»                      |        |
| 2021           | Mare of Easttown                     | Jess Riley                                    | 6 episodios                                           |        |
| 2022           | Willow                               | Pincesa Kit Tanthalos/Bavmorda de joven (voz) | Papel principal; 8 episodios                          | [ 20 ] |
| 2024           | La vida sexual de las universitarias | Ash                                           | Temporada 3; 10 episodios                             | [ 15 ] |
| (Fuente: IMDb) |                                      |                                               |                                                       |        |

### Películas
| Año            | Título               | Papel          | Notas                 | Ref.   |
| -------------- | -------------------- | -------------- | --------------------- | ------ |
| 2018           | Aging Out            | June           | Cortometraje          |        |
| 2018           | The Jump             | Luna           | Cortometraje          |        |
| 2019           | Spin                 | Colegiala      | Cortometraje          |        |
| 2020           | God Is a Lobster     | Bea            | Cortometraje          |        |
| 2023           | Bottoms              | Hazel Callahan | Debut cinematográfico | [ 14 ] |
| —              | What Would Jesus Do? | Thandi         | Cortometraje          |        |
| —              | The Threesome        | Jenny Brooks   | Posproducción         | [ 21 ] |
| (Fuente: IMDb) |                      |                |                       |        |

### Vídeos musicales
| Año  | Título  | Artista    | Álbum      | Ref.   |
| ---- | ------- | ---------- | ---------- | ------ |
| 2023 | «Salad» | Blondshell | Blondshell | [ 22 ] |